# Våroffer

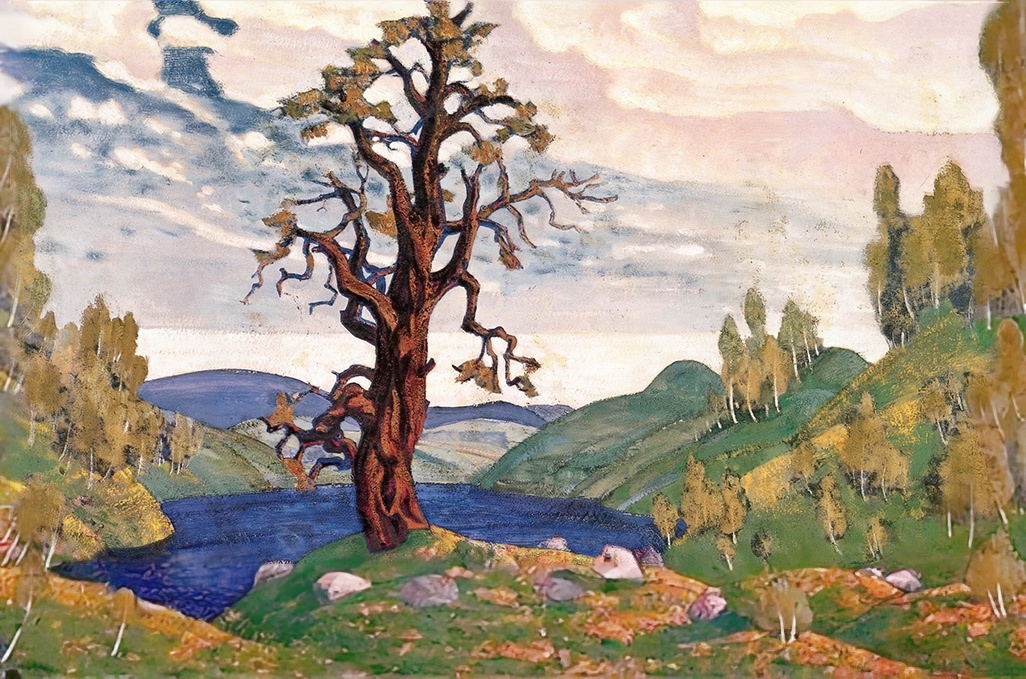
Del av Nicholas Roerichs kulisser till uruppsättningen av Våroffer 1913.

Våroffer med undertiteln Bilder av det hedniska Ryssland i två delar (franska: Le Sacre du printemps: Tableaux de la Russie païenne en deux parties) är ett balett- och konsertant orkesterverk av den ryske tonsättaren Igor Stravinskij. Den skrevs för 1913 års säsong i Paris av Sergej Djagilevs Ballets Russes. Den ursprungliga koreografin gjordes av Wacław Niżyński med scenografi och kostymer av Nicholas Roerich. När den uruppfördes på Théâtre des Champs-Élysées den 29 maj 1913 väckte musikens och koreografins avantgardistiska karaktär sensation. Många har kallat den första premiärens reaktion för ett "upplopp" eller "nästan upplopp", även om denna formulering inte kom till förrän recensioner av senare föreställningar 1924, över ett decennium senare. Även om den var utformad som ett verk för scenen, med specifika passager som ackompanjerar karaktärer och handling, uppnådde musiken lika mycket om inte större erkännande som ett konsertstycke och anses allmänt vara ett av de mest inflytelserika musikaliska verken under 1900-talet.
Stravinskij var en ung, nästan okänd kompositör när Djagilev rekryterade honom för att skapa verk för Ballets Russes. Le Sacre du printemps var det tredje stora projektet av detta slag, efter de hyllade Eldfågeln (1910) och Petrusjka (1911). Konceptet bakom Våroffer, utvecklat av Roerich från Stravinskijs skissidé, antyds av dess undertitel, "Bilder av det hedniska Ryssland i två delar". Scenariot skildrar olika primitiva ritualer för att fira vårens ankomst, varefter en ung flicka väljs ut som offer och dansar sig till döds. Efter ett blandat mottagande av kritikerna och en kort turné i London framfördes baletten inte igen förrän på 1920-talet, då en version koreograferad av Léonide Massine ersatte Nijinskijs original, som endast spelades i åtta föreställningar innan den togs bort från Ryska balettens repertoar med hänvisning till ett svagt publikintresse. Musiken hade då vunnit erkännande som konsertstycke och anses numera vara ett av 1900-talets mest inflytelserika musikaliska verk. Wacław Niżyńskis nyskapande balett, hans tredje i ordningen, föll däremot i glömska, eftersom det inte framfördes. Ett enhetligt notationssystem för dans fanns heller inte ännu, och Niżyński hade själv inte gjort några dansnotationer. Massines version var föregångaren till många innovativa produktioner regisserade av världens ledande koreografer, och verket blev accepterat över hela världen. På 1980-talet rekonstruerades Nijinskys ursprungliga koreografi, som länge troddes vara förlorad, av Joffrey Ballet i Los Angeles.
Stravinskijs partitur innehåller många för sin tid nya drag, bland annat experiment med tonalitet, meter, rytm, betoning och dissonans. Analytiker har noterat att partituret har en betydande grund i rysk folkmusik, ett förhållande som Stravinskij tenderade att förneka. Musiken anses vara ett av de första modernistiska verken och influerade många av 1900-talets ledande kompositörer och är ett av de mest inspelade verken i den klassiska repertoaren.
Våroffer uruppfördes av Ryska baletten på Théâtre des Champs Élysées i Paris den 29 maj 1913. Verket är indelat i två akter, 1. Dyrkandet av jorden och 2. Offret. Som helhet består det av 14 danser (satser) och tar ungefär 35 minuter att framföra. Vårens ankomst skildras  i det hedniska Ryssland. Efter en serie riter väljs en ung flicka ut som offer till naturen, varpå hon dansar sig själv till döds. Verket kretsar kring vårens mystik och explosion av skapande kraft. Såväl musik som dans uppfattades som så annorlunda och provocerande att tumult uppstod i salongen och polis måste tillkallas. Det är känt att Stravinskij omedelbart lastade koreografen Niżyński för den skandalösa föreställningen och kallade honom omusikalisk. Precis som i sitt första koreografiska verk, En fauns eftermiddag från året innan, lät Niżyński dansare trampa ner med hela foten, vilket den skolade dansen förbjöd. Dansare gick och stod med fötterna inåt. Alla klassiska utgångspositioner för armar och fötter var borta på ett konsekvent och genomtänkt sätt. Ryckiga och kantiga rörelser förekom inom ramen för berättelsen. 

## Rekonstruktion av Niżyńskis balett

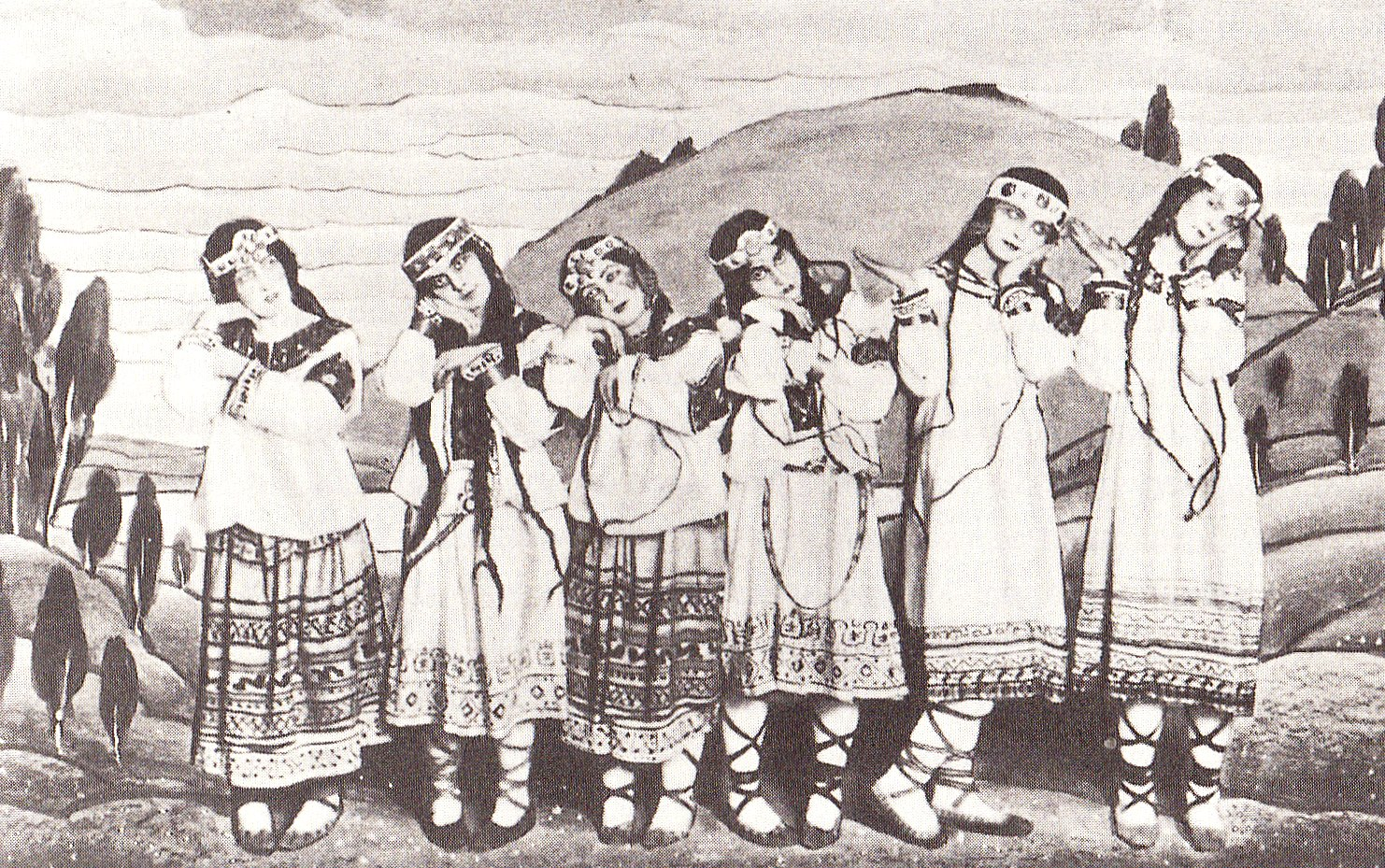
Jungfrur ur originaluppsättningen av Våroffer, poserande för en fotograf från den brittiska veckotidningen The Sketch i London 1913. Den andra från vänster är Marie Rambert, som även var repetitionsassistent åt koreografen och långt senare behjälplig vid rekonstruktionen av baletten.

Om Stravinskijs musik fortsatte att framgångsrikt framföras under seklets gång, så föll den ursprungliga baletten i glömska. 1987 sattes den ändå upp igen i Los Angeles av det amerikanska balettkompaniet Joffrey Ballet. Niżyńskis koreografi hade rekonstruerats av den amerikanska danshistorikern Millicent Hodson tillsammans med den brittiske konsthistorikern Kenneth Archer. Under arton år hade de samlat material kring den ursprungliga baletten för att återskapa den. De utgick från skisser, foton, minnen, partituranteckningar och brev. En stor mängd kvalificerat gissningsarbete blev nödvändigt i arbetet, men åttio procent av Roerichs originalkostymering återfanns och återskapades till uppsättningen. Hodson och Archer lyckades även konsultera Niżyńskis egen repetitionsassistent Marie Rambert vad gäller den ursprungliga koreografin före hennes bortgång 1982. Rekonstruktionen har senare satts upp av bland annat Mariinskijbaletten i samband med hundraårsminnet av Våroffer den 29 maj 2013 på Théâtre des Champs Élysées i Paris. Koreografens dotter Tamara Nijinsky, född 1920, bevistade denna föreställning.

## Bakgrund
Igor Stravinskij var son till Fjodor Stravinskij, förste bassångare vid Kejserliga operan i Sankt Petersburg, och Anna, född Kholodovskaja, en kompetent amatörsångare och pianist från en gammal rysk familj. Fjodors umgänge med många av den ryska musikens förgrundsgestalter, däribland Rimskij-Korsakov, Borodin och Musorgskij, gjorde att Igor växte upp i ett starkt musikaliskt hem. År 1901 började Stravinskij studera juridik vid Sankt Petersburgs universitet samtidigt som han tog privatlektioner i harmonilära och kontrapunkt. Stravinskij arbetade under ledning av Rimskij-Korsakov, efter att ha imponerat på honom med några av sina tidiga kompositionsinsatser. Vid sin mentors död 1908 hade Stravinskij producerat flera verk, bland dem en pianosonat i f-moll (1903–04), en symfoni i E-dur (1907), som han katalogiserade som "Opus 1", och ett kort orkesterstycke, Feu d'artifice ("Fyrverkerier", komponerat 1908).
År 1909 framfördes Feu d'artifice vid en konsert i Sankt Petersburg. I publiken satt bland annat impressarion Sergej Djagilev, som vid den tiden planerade att introducera rysk musik och konst för den västerländska publiken. Liksom Stravinskij hade Djagilev till en början studerat juridik, men hade via journalistiken sökt sig till teatervärlden. År 1907 inledde han sin teaterkarriär med att presentera fem konserter i Paris; Året därpå introducerade han Musorgskijs opera Boris Godunov. År 1909, fortfarande i Paris, startade han Ballets Russes, till en början med Borodins Polovtsiska danser ur Furst Igor och Rimskij-Korsakovs Scheherazade. För att presentera dessa verk anlitade Djagilev koreografen Michel Fokine, designern Léon Bakst och dansaren Vaslav Nijinskij. Djagilevs avsikt var dock att producera nya verk i en utpräglad 1900-talsstil, och han letade efter nya kompositionstalanger. Efter att ha hört Feu d'artifice vände han sig till Stravinskij, först med en förfrågan om hjälp med att orkestrera musik av Chopin för att skapa nya arrangemang för baletten Les Sylphides. Stravinskij arbetade med den inledande Nocturne i Ass-dur och den avslutande Grande valse brillante. Hans belöning var ett mycket större uppdrag, att skriva musiken till en ny balett, Eldfågeln (L'oiseau de feu) för säsongen 1910.
Stravinskij arbetade under vintern 1909–10, i nära samarbete med Fokine som koreograferade Eldfågeln. Under denna period blev Stravinskij bekant med Nijinskij som, även om han inte dansade i baletten, var en skarp iakttagare av dess utveckling. Stravinskij var inte översvallande när han noterade sina första intryck av dansaren och observerade att han verkade omogen och klumpig för sin ålder (han var 21). Å andra sidan fann Stravinskij Djagilev vara en inspiration, "själva essensen av en stor personlighet". Eldfågeln hade premiär den 25 juni 1910 med Tamara Karsavina i huvudrollen och blev en stor publiksuccé. Detta säkerställde att samarbetet mellan Djagilev och Stravinskij skulle fortsätta, först med Petrusjka (1911) och sedan Våroffer.

## Historia

### Upprinnelse

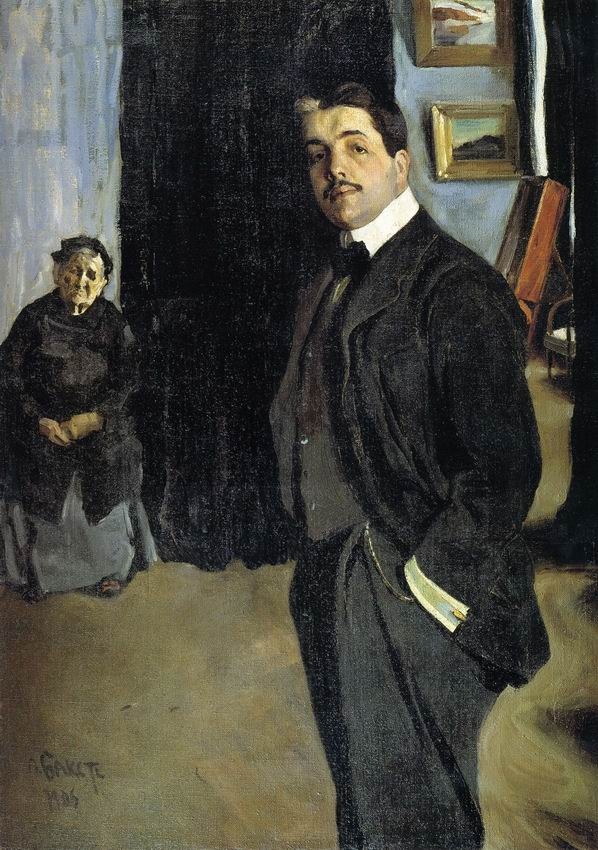
Sergej Djagilev, ledare för Ballets Russes från 1909 till 1929, målad av Léon Bakst

Lawrence Morton skriver i en studie av Våroffrets ursprung att Stravinskij 1907–08 tonsatte två dikter ur Sergej Gorodetskijs samling Yar. En annan dikt i antologin, som Stravinskij inte tonsatte men som troligen ska ha lästs, är "Yarila" som, påpekar Morton, innehåller många av de grundläggande element som Våroffer utvecklades ur, inklusive hedniska riter, visa äldste och försoningsoffret av en ung jungfru: "Likheten är för nära för att vara en tillfällighet". Stravinskij själv gav motsägelsefulla redogörelser för Våroffrets tillkomst. I en artikel från 1920 betonade han att de musikaliska idéerna hade kommit först, att den hedniska inramningen hade föreslagits av musiken snarare än tvärtom. I sin självbiografi från 1936 beskrev han dock verkets ursprung på följande sätt: "En dag [1910], när jag höll på att avsluta de sista sidorna i L'Oiseau de Feu i Sankt Petersburg, fick jag en flyktig vision ... Jag såg i min fantasi en högtidlig hednisk rit: visa äldre som satt i en ring och betraktade en ung flicka som dansade sig till döds. De offrade henne för att blidka vårens gud. Sådant var temat för Sacre du printemps."
I maj 1910 diskuterade Stravinskij sin idé med Nikolaj Roerich, Rysslands främste expert på folkkonst och uråldriga ritualer. Roerich hade ett rykte som konstnär och mystiker och hade stått för scenografin till Djagilevs uppsättning av de Polovtsiska danserna 1909. Paret kom snabbt överens om ett arbetsnamn, "Det stora offret" (ryska: Velikaia zhertva). Djagilev gav sin välsignelse till verket, även om samarbetet lades på is i ett år medan Stravinskij var upptagen med sitt andra stora uppdrag för Djagilev, baletten Petrusjka.
I juli 1911 besökte Stravinskij Talashkino, nära Smolensk, där Roerich bodde hos prinsessan Maria Tenisheva, en känd konstmecenat och sponsor av Djagilevs tidskrift Mir iskusstva. Här finslipade Stravinskij och Roerich balettens struktur under flera dagar. Thomas F. Kelly föreslår i sin historik över Offer-premiären att det tvådelade hedniska scenario som uppstod i första hand utformades av Roerich. Stravinskij förklarade senare för Nikolaj Findeyzen, redaktör för den Ryska musiktidningen, att den första delen av verket skulle kallas "Jordens kyss" och bestå av lekar och rituella danser som avbröts av en procession av vise män, som kulminerade i en frenetisk dans när folket omfamnade våren. Del två, "Offret", skulle ha en mörkare aspekt; Hemliga nattliga lekar av jungfrur, vilket leder till valet av en för offer och hennes slutliga dans till döden inför de vise. Den ursprungliga arbetstiteln ändrades till "Den heliga våren" (ryska: Vesna sviashchennaia), men verket blev allmänt känt genom den franska översättningen Le Sacre du printemps med undertiteln "Bilder av det hedniska Ryssland".

### Komponerande
Stravinskijs skissböcker visar att han efter att ha återvänt till sitt hem i Ustilug i Ukraina i september 1911 arbetade med två satser, "Vårens Augurer" och "Vårrundan". I oktober lämnade han Ustilug för Clarens i Schweiz, där han i ett litet och sparsamt möblerat rum – en garderob på 2,4 x 2,4 meter, med bara ett dämpat piano, ett bord och två stolar – arbetade hela vintern 1911-12 med partituret. I mars 1912 hade Stravinskij, enligt skissbokens kronologi, avslutat del I och hade utarbetat en stor del av del II. Han förberedde också en tvåhändig pianoversion, som senare gick förlorad, som han kan ha använt för att demonstrera verket för Djagilev och dirigenten Pierre Monteux för Ballets Russes i april 1912. Han gjorde också ett fyrhändigt pianoarrangemang som blev den första publicerade versionen av Le Sacre; Han och kompositören Claude Debussy spelade den första halvan av detta tillsammans i juni 1912.
Efter Djagilevs beslut att skjuta upp premiären till 1913 lade Stravinskij Våroffer åt sidan under sommaren 1912. Han njöt av säsongen i Paris och följde med Djagilev till Festspelen i Bayreuth för att närvara vid en föreställning av Parsifal. Stravinskij återupptog arbetet med Våroffer på hösten. Av skissböckerna framgår att han hade avslutat skisserna till den sista offerdansen den 17 november 1912. Under de återstående månaderna av vintern arbetade han med det fullständiga orkesterpartituret, som han signerade och daterade som "fullbordat i Clarens, 8 mars 1913". Han visade manuskriptet för Maurice Ravel, som var entusiastisk och i ett brev till en vän förutspådde att uruppförandet av Le Sacre skulle bli lika viktigt som uruppförandet av Debussys opera Pelléas et Mélisande 1902. Efter att orkesterrepetitionerna inleddes i slutet av mars uppmärksammade Monteux tonsättaren på flera passager som orsakade problem: ohörbara horn, ett flöjtsolo som dränktes av bleckblås och stråkar, och flera problem med balansen mellan instrumenten i bleckblåssektionen under fortissimo-episoder. Stravinskij ändrade dessa passager, och så sent som i april reviderade och skrev han om de sista takterna i "Offerdansen". Revideringen av partituret slutade inte med den version som utarbetades för premiären 1913; Stravinskij fortsatte snarare att göra förändringar under de kommande 30 åren eller mer. Enligt Van den Toorn "genomgick inget annat verk av Stravinskij en sådan serie av revideringar efter premiären".
Stravinskij erkände att verkets inledande fagottmelodi härstammade från en antologi med litauiska folksånger, men vidhöll att detta var hans enda lån från sådana källor. Om andra element lät som aboriginsk folkmusik, sa han, berodde det på "något omedvetet 'folk'-minne". Morton har dock identifierat flera melodier i del I som har sitt ursprung i den litauiska samlingen. Nyligen upptäckte Richard Taruskin i partituret en bearbetad melodi från en av Rimskij-Korsakovs "Hundra ryska nationalsånger". Taruskin noterar paradoxen i att Våroffer, allmänt erkänd som det mest revolutionerande av kompositörens tidiga verk, i själva verket har sina rötter i den ryska musikens traditioner.

### Repetionerna

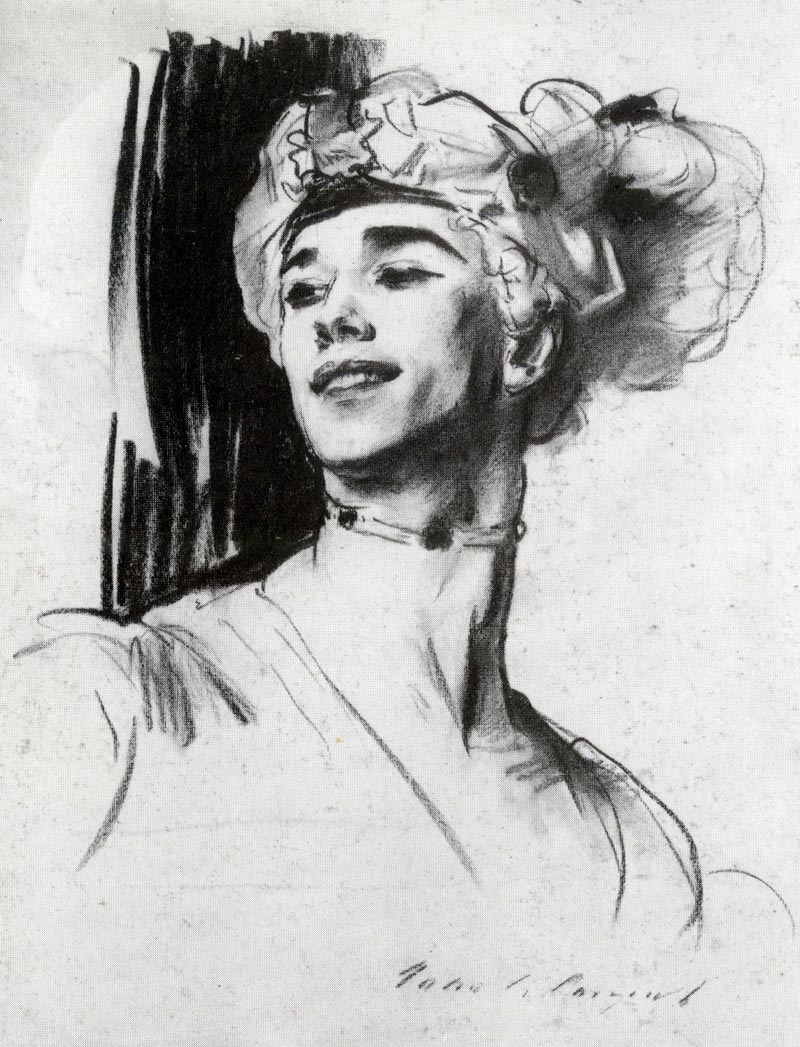
Nijinsky 1911, tecknad av John Singer Sargent i kostym för sin roll i Nikolaj Tjerepnins balett Le Pavillon d'Armide

Taruskin har listat ett antal källor som Roerich konsulterade när han skapade sin design. Bland dessa finns Nestorskrönikan, ett kompendium från 1100-talet över tidiga hedniska seder, och Aleksandr Afanasievs studie av bondefolklore och hednisk förhistoria. Prinsessan Tenishevas kostymsamling var en tidig inspirationskälla. När ritningarna var färdiga uttryckte Stravinskij sin förtjusning och förklarade att de var "ett verkligt mirakel".
Stravinskijs förhållande till sin andre huvudmedarbetare, Nijinskij, var mer komplicerat. Djagilev hade bestämt sig för att Nijinskijs genialitet som dansare skulle överföras till rollen som koreograf och balettmästare. Han lät sig inte avskräckas när Nijinskijs första försök till koreografi, Debussys L'après-midi d'un faune, orsakade kontroverser och nästan skandal på grund av dansarens nya stiliserade rörelser och hans öppet sexuella gest i slutet av verket. Det framgår av samtida korrespondens att Stravinskij, åtminstone till en början, betraktade Nijinskijs talanger som koreograf med gillande. I ett brev som han skickade till Findeyzen lovordas dansarens "passionerade iver och fullständiga självutplåning". Men i sina memoarer från 1936 skriver Stravinskij att beslutet att anställa Nijinskij i denna roll fyllde honom med oro. Även om han beundrade Nijinskij som dansare hade han inget förtroende för honom som koreograf: "Den stackars pojken visste ingenting om musik. Han kunde varken läsa den eller spela något instrument". Ännu senare skulle Stravinskij förlöjliga Nijinskijs dansande jungfrur som "knaggliga och långflätade Lolitas".
Stravinskijs självbiografiska skildring refererar till många "smärtsamma incidenter" mellan koreografen och dansarna under repetitionsperioden. I början av 1913, när Nijinskij var kraftigt försenad, varnades Stravinskij av Djagilev att "om du inte kommer hit omedelbart ... Offret kommer inte att äga rum". Problemen övervanns långsamt och när de sista repetitionerna hölls i maj 1913 verkade dansarna ha bemästrat verkets svårigheter. Till och med Ballets Russes skeptiske regissör, Serge Grigoriev, var full av lovord för originaliteten och dynamiken i Nijinskijs koreografi.
Dirigenten Pierre Monteux hade arbetat med Djagilev sedan 1911 och hade ansvarat för orkestern vid uruppförandet av Petrusjka. Monteuxs första reaktion på Våroffer, efter att ha hört Stravinskij spela en pianoversion, var att lämna rummet och hitta ett lugnt hörn. Han drog Djagilev åt sidan och sa att han aldrig skulle dirigera musik på det sättet. Djagilev lyckades få honom att ändra sig. Även om han utförde sina uppgifter med samvetsgrann professionalism, kom han aldrig att tycka om arbetet. Nästan femtio år efter premiären sa han till Enquirers att han avskydde den. På äldre dagar sade han till Sir Thomas Beechams levnadstecknare Charles Reid: "Jag tyckte inte om Le Sacre då. Jag har dirigerat den femtio gånger sedan dess. Jag tycker inte om det nu". Den 30 mars informerade Monteux Stravinskij om ändringar som han ansåg vara nödvändiga i partituret, och som kompositören genomförde. Orkestern, som i huvudsak hämtades från Concerts Colonne i Paris, bestod av 99 musiker, mycket större än vad som normalt användes vid teatern, och hade svårt att få plats i orkesterdiket.
Efter att den första delen av baletten hade repeterats två hela orkestergånger i mars, åkte Monteux och kompaniet för att uppträda i Monte Carlo. Repetitionerna återupptogs när de återvände, det ovanligt stora antalet repetitioner – sjutton enbart orkestrala och fem med dansarna – hann in på de fjorton dagarna före invigningen, efter Stravinskijs ankomst till Paris den 13 maj. Musiken innehöll så många ovanliga tonkombinationer att Monteux var tvungen att be musikerna att sluta avbryta när de tyckte att de hade hittat fel i partituret. Han sa att han skulle säga till dem om något spelades felaktigt. Doris Monteux säger: "Musikerna tyckte att det var helt galet". Vid ett tillfälle – ett klimaktiskt bleckblås fortissimo – brast orkestern ut i ett nervöst skratt åt ljudet, vilket fick Stravinskij att ilsket ingripa.
Rollen som offret skulle ha dansats av Nijinskijs syster Bronislava Nijinska. När hon blev gravid under repetitionerna ersattes hon av den då relativt okända Maria Piltz.

## Uppförandehistorik och mottagande

### Premiär

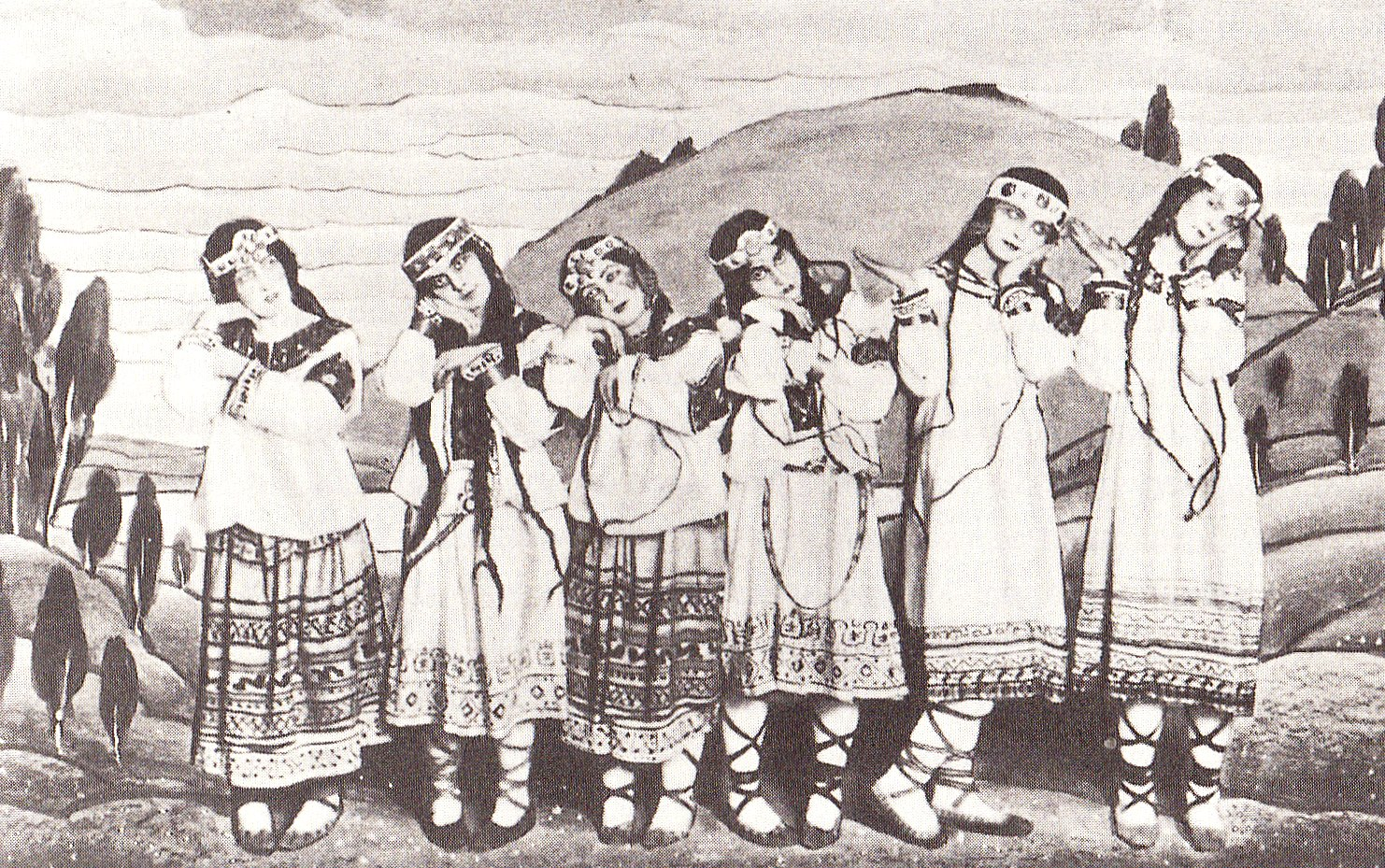
Dansare i Nicholas Roerichs originalkostymer. Från vänster: Julitska, Marie Rambert, Jejerska, Boni, Boniecka, Faithful

Théâtre des Champs-Élysées i Paris var en ny byggnad som hade invigts den 2 april 1913 med ett program som hyllade verk av många av tidens främsta kompositörer. Teaterns chef Gabriel Astruc var fast besluten att vara värd för 1913 års Ballets Russes-säsong och betalade Djagilev den stora summan av 25 000 franc per föreställning, dubbelt så mycket som han hade betalat året innan. På programmet för den 29 maj 1913 stod förutom Stravinskijs premiär bland annat Les Sylphides, Webers Le Spectre de la Rose och Borodins Polovtsiska danser. Biljettförsäljningen för kvällen, där biljettpriserna fördubblades för en premiär, uppgick till 35 000 francs. En generalrepetition hölls i närvaro av journalister och diverse inbjudna gäster. Enligt Stravinskij gick allt fredligt till. Kritikern från L'Écho de Paris, Adolphe Boschot, förutsåg dock möjliga problem. Han undrade hur allmänheten skulle ta emot verket och antydde att de kanske skulle reagera illa om de tyckte att de blev hånade.
På kvällen den 29 maj rapporterade Gustav Linor: "Aldrig ... Har salen varit så full, eller så strålande. Trapporna och korridorerna var fulla av åskådare som var ivriga att se och höra". Kvällen inleddes med Les Sylphides, där Nijinskij och Karsavina dansade huvudrollerna. Le Sacre följde efter. En del ögonvittnen och kommentatorer sade att oroligheterna i publiken började under introduktionen och blev mer högljudda när ridån gick upp för de stampande dansarna i "Augurs of Spring". Men Taruskin försäkrar att "det inte var Stravinskijs musik som chockerade. Det var det fula, jordbundna krängandet och stampandet som Vaslav Nijinskij hade tänkt ut." Marie Rambert, som arbetade som assistent till Nijinskij, mindes senare att det snart var omöjligt att höra musiken på scenen. I sin självbiografi skriver Stravinskij att det hånfulla skratt som hälsade de första takterna i inledningen äcklade honom, och att han lämnade salongen för att betrakta resten av föreställningen från scenkulisserna. Demonstrationerna, säger han, växte till "ett fruktansvärt tumult" som, tillsammans med oväsendet på scenen, dränkte Nijinskijs röst när han ropade stegnumren till dansarna. Två år efter premiären hävdade journalisten och fotografen Carl Van Vechten i sin bok Musik efter det stora kriget att personen bakom honom rycktes med av upphetsning och "började dunka rytmiskt på mitt huvud med knytnävarna". År 1916, i ett brev som inte publicerades förrän 2013, erkände Van Vechten att han faktiskt hade närvarat vid den andra föreställningen, bland andra faktiska förändringar.

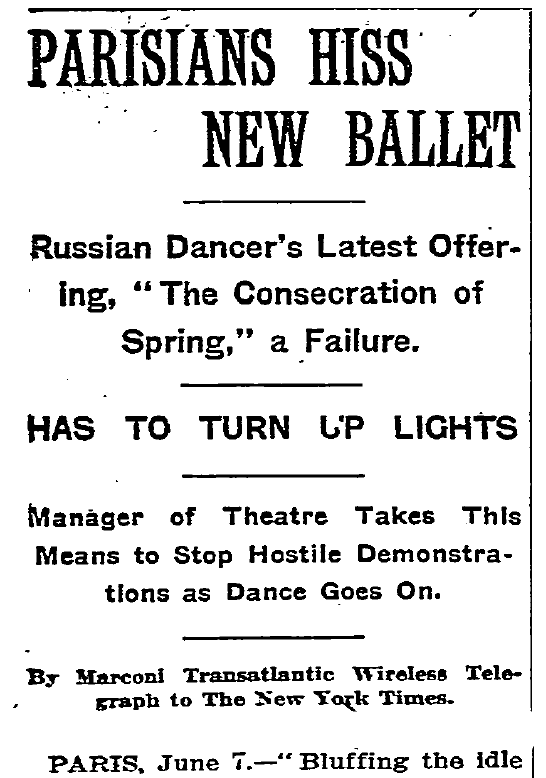
The New York Times rapporterade om den sensationella premiären, nio dagar efter händelsen.

På den tiden bestod en parisisk balettpublik vanligtvis av två olika grupper: den rika och fashionabla uppsättningen, som förväntade sig att se en traditionell föreställning med vacker musik, och en "bohemisk" grupp som, hävdade poeten och filosofen Jean Cocteau, skulle "hylla, rätt eller fel, allt som är nytt på grund av deras hat mot logerna". Monteux trodde att problemen började när de två fraktionerna började attackera varandra, men deras ömsesidiga ilska riktades snart mot orkestern: "Allt tillgängligt kastades i vår riktning, men vi fortsatte att spela vidare". Ett fyrtiotal av de värsta förbrytarna kastades ut – möjligen genom ingripande av polisen, även om detta inte är bekräftat. Trots alla störningar fortsatte föreställningen utan avbrott. Oroligheterna avtog betydligt under del II, och av vissa uppgifter betraktades Maria Piltz tolkning av den avslutande "Offerdansen" under rimlig tystnad. Mot slutet var det flera inrop för dansarna, för Monteux och orkestern, och för Stravinskij och Nijinskij innan kvällens program fortsatte.
Bland de mer fientliga recensionerna i pressen fanns den av Le Figaros kritiker Henri Quittard, som kallade verket "ett mödosamt och barnsligt barbari" och tillade: "Vi är ledsna att se en konstnär som M. Stravinsky engagera sig i detta förvirrande äventyr". Gustav Linor skrev däremot i den ledande teatertidskriften Comœdia att föreställningen var suverän, särskilt Maria Piltz. Oroligheterna, även om de var beklagliga, var bara "en bråkig debatt" mellan två ouppfostrade fraktioner. Emile Raudin från Les Marges, som knappt hade hört musiken, skrev: "Kunde vi inte fråga M. Astruc ... Att avsätta en föreställning för välmenande åskådare? ... Vi skulle åtminstone kunna föreslå att vi kastar ut det kvinnliga elementet". Kompositören Alfredo Casella ansåg att demonstrationerna var riktade mot Nijinskijs koreografi snarare än mot musiken, en åsikt som delades av kritikern Michel-Dimitri Calvocoressi, som skrev: "Idén var utmärkt, men genomfördes inte framgångsrikt". Calvocoressi misslyckades med att iaktta någon direkt fientlighet mot tonsättaren – till skillnad från, som han sa, uruppförandet av Debussys Pelléas et Mélisande 1902. Om senare rapporter om att den erfarne tonsättaren Camille Saint-Saëns hade stormat ut från uruppförandet konstaterade Stravinskij att detta var omöjligt: Saint-Saëns var inte närvarande. Stravinskij tillbakavisade också Cocteaus berättelse om att Stravinskij, Nijinskij, Djagilev och Cocteau själv efter föreställningen tog en droska till Bois de Boulogne där en tårögd Djaghilev reciterade dikter av Pusjkin. Stravinskij erinrade sig bara en festmiddag med Djagilev och Nijinskij, vid vilken impressarion uttryckte sin fullständiga tillfredsställelse med resultatet. Till Maximilien Steinberg, en före detta studiekamrat till Rimskij-Korsakov, skrev Stravinskij att Nijinskijs koreografi hade varit "makalös: med undantag för några få ställen var allt som jag ville ha det".

### Första tiden och tidiga nyuppsättningar
Premiären följdes av ytterligare fem föreställningar av Le Sacre du printemps på Théâtre des Champs-Élysées, den sista den 13 juni. Även om dessa tillfällen var relativt fredliga, fanns något av stämningen från den första natten kvar. Kompositören Giacomo Puccini, som närvarade vid den andra föreställningen den 2 juni, beskrev koreografin som löjlig och musiken kakofonisk – "ett verk av en galning". Publiken buade, skrattade – och applåderade". Stravinskij, som var sängliggande på grund av tyfus, anslöt sig inte till sällskapet när det åkte till London för fyra föreställningar på Theatre Royal, Drury Lane. I en recension av uppsättningen i London blev The Times kritiker imponerad av hur olika delar av verket kom samman till en sammanhängande helhet, men var mindre entusiastisk över själva musiken och menade att Stravinskij helt hade offrat melodi och harmonik för rytmen: "Om herr Stravinskij hade velat vara verkligt primitiv, skulle han ha gjort klokt i att ... Komponera sin balett för inget annat än trummor". Baletthistorikern Cyril Beaumont kommenterade dansarnas "långsamma, ohyfsade rörelser" och fann att dessa "stod i fullständig motsättning till den klassiska balettens traditioner".

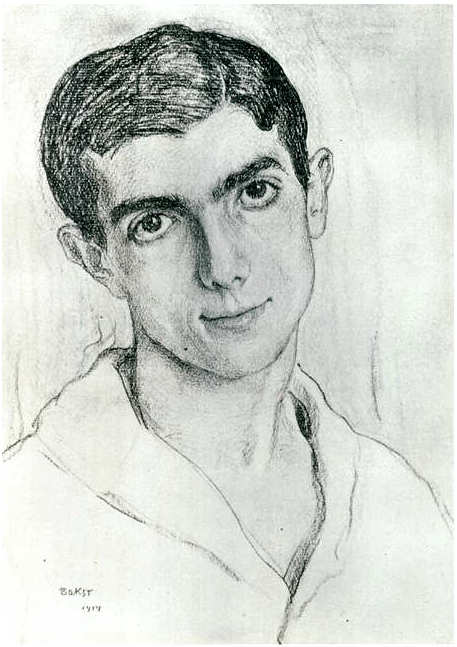
Léonide Massine, som koreograferade nypremiären 1920

Efter premiären i Paris och föreställningarna i London samverkade händelserna för att förhindra ytterligare iscensättningar av baletten. Nijinskijs koreografi, som Kelly beskriver som "så slående, så upprörande, så bräcklig att den är bevarad", dök inte upp igen förrän försök gjordes att rekonstruera den på 1980-talet. Den 19 september 1913 gifte sig Nijinskij med Romola de Pulszky medan Ballets Russes var på turné utan Djagilev i Sydamerika. När Djagilev fick reda på det blev han förtvivlad och rasande över att hans älskare hade gift sig och avskedade Nijinskij. Djagilev var då tvungen att återanställa Fokine, som hade avgått 1912 eftersom Nijinskij hade ombetts att koreografera Faune. Fokine ställde som villkor för sin återanställning att ingen av Nijinskijs koreografi skulle framföras. I ett brev till konstkritikern och historikern Alexandre Benois skrev Stravinskij: "Möjligheten har sedan en tid tillbaka försvunnit att se något värdefullt på dansens område och, ännu viktigare, att återse denna min avkomma".
I och med splittringen efter första världskrigets utbrott i augusti 1914 och många artister skingrades, var Djagilev redo att åter engagera Nijinskij som både dansare och koreograf, men Nijinskij hade placerats i husarrest i Ungern som fientlig rysk medborgare. Djagilev förhandlade fram hans frigivning 1916 för en turné i USA, men dansarens mentala hälsa försämrades stadigt och han deltog inte längre i professionell balett efter 1917. När Djagilev 1920 bestämde sig för att återuppliva Våroffer fann han att ingen längre kom ihåg koreografin. Efter att ha tillbringat större delen av krigsåren i Schweiz och blivit permanent förvisad från sitt hemland efter den ryska revolutionen 1917, återupptog Stravinskij sitt partnerskap med Djagilev när kriget var slut. I december 1920 dirigerade Ernest Ansermet en ny uppsättning i Paris, koreograferad av Léonide Massine, med Nicholas Roerichs design bevarad. Solistdansare var Lydia Sokolova. I sina memoarer är Stravinskij tvetydig om uppsättningen av Massine: Den unge koreografen, skriver han, visade "obestridlig talang", men det fanns något "påtvingat och artificiellt" i hans koreografi, som saknade det nödvändiga organiska förhållandet till musiken. Sokolova erinrade sig i sin senare redogörelse några av de spänningar som omgav uppsättningen, där Stravinskij "hade ett uttryck som skulle ha skrämt hundra utvalda jungfrur, där han skuttade fram och tillbaka i mittgången" medan Ansermet repeterade med orkestern.

### Senare koreografier
Baletten hade premiär i USA den 11 april 1930, då Massines version från 1920 framfördes av Philadelphia Orchestra i Philadelphia under ledning av Leopold Stokowski, med Martha Graham i rollen som Den utvalda. Uppsättningen flyttade till New York, där Massine blev lättad över att se att publiken var mottaglig, ett tecken, tyckte han, på att New York-borna äntligen började ta balett på allvar. Den första amerikanskdesignade produktionen 1937 var den av den moderna dansexponenten Lester Horton, vars version ersatte den ursprungliga hedniska ryska miljön med en vilda västern-bakgrund och användningen av indianska danser.

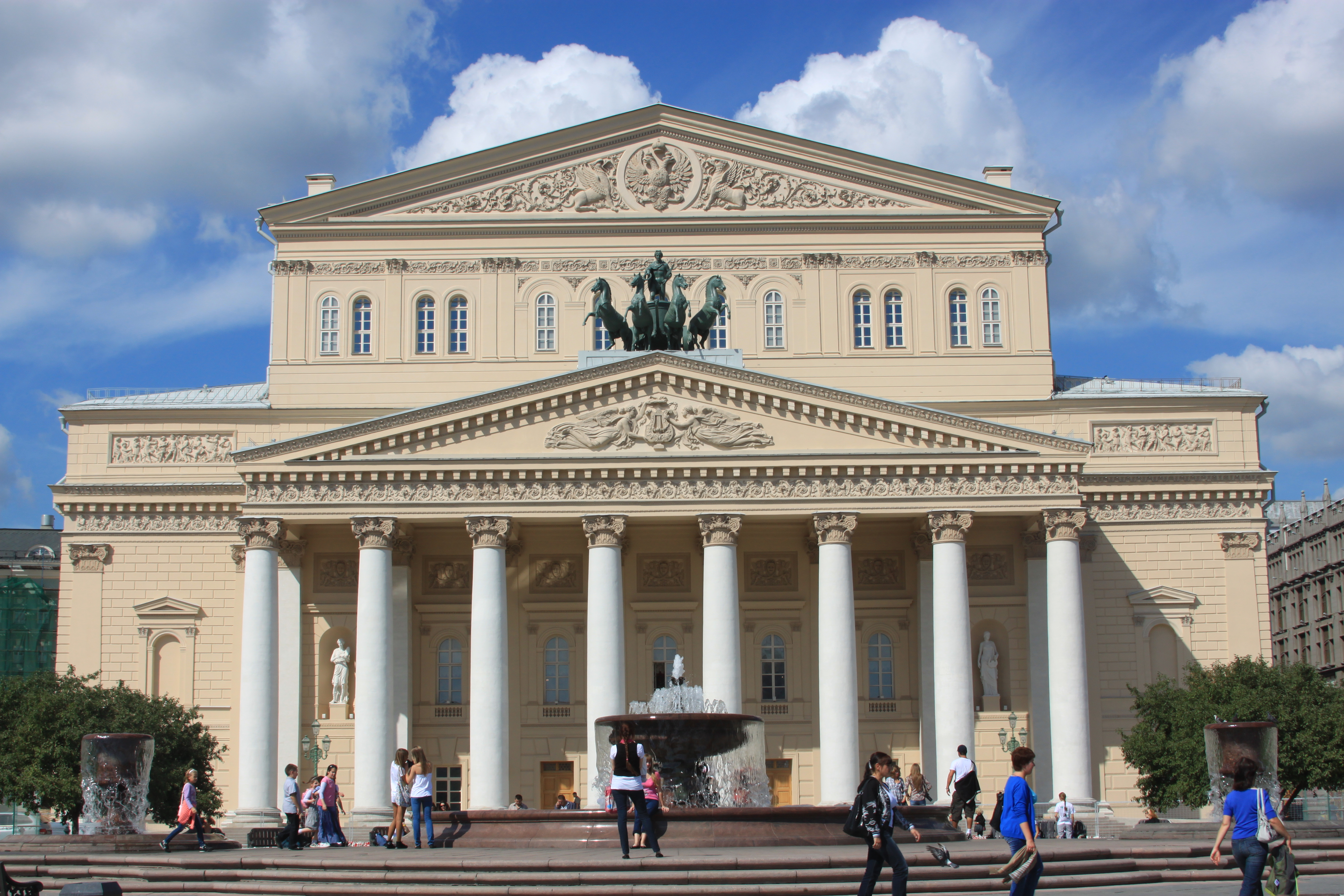
Bolsjojteatern i Moskva, där uppsättningen av Våroffer 1965 av en kritiker beskrevs som "sovjetisk propaganda när den är som bäst!"

1944 inledde Massine ett nytt samarbete med Roerich, som före sin död 1947 färdigställde ett antal skisser till en ny uppsättning som Massine förverkligade på La Scala i Milano 1948. Detta förebådade ett antal betydande europeiska produktioner under efterkrigstiden. Mary Wigman i Berlin (1957) följde Horton i att lyfta fram de erotiska aspekterna av jungfruoffret, liksom Maurice Béjart i Bryssel (1959). Béjarts framställning ersatte det kulminerande offret med en skildring av vad kritikern Robert Johnson beskriver som "ceremoniellt samlag". Royal Ballets uppsättning från 1962, koreograferad av Kenneth MacMillan och designad av Sidney Nolan, hade premiär den 3 maj och blev en kritisk triumf. Den har funnits i företagets repertoar i mer än 50 år. Efter nypremiären i maj 2011 kallade The Daily Telegraphs kritiker Mark Monahan den för en av Royal Ballets största bedrifter. Moskva såg Våroffer för första gången 1965, i en version koreograferad för Bolsjojbaletten av Natalia Kasatkina och Vladimir Vasiliev. Denna uppsättning visades i Leningrad fyra år senare, på Maly Opera Theatre, och introducerade en handling som gav den utvalde en älskare som hämnas på de äldre efter offret. Johnson beskriver produktionen som "en produkt av statlig ateism ... Sovjetisk propaganda när den är som bäst".

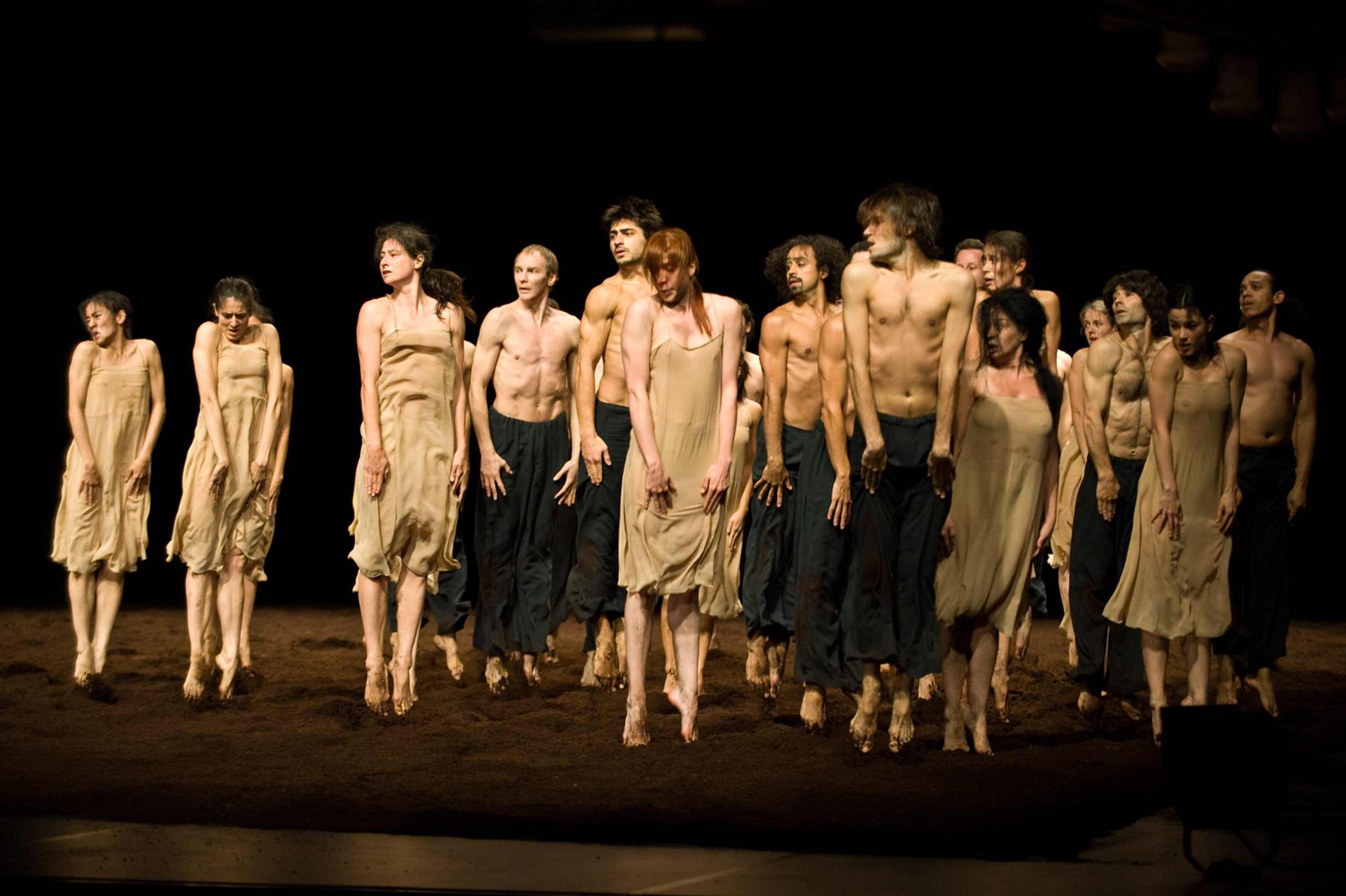
Tanztheater Wuppertal i Pina Bauschs uppsättning

1975 skapade koreografen Pina Bausch, som förvandlade Ballett der Wuppertaler Bühnen till Tanztheater Wuppertal, uppståndelse i dansvärlden med sin skarpa skildring, utspelad på en jordtäckt scen, där den utvalde offras för att tillfredsställa de omgivande männens misogyni. I slutet, enligt The Guardians Luke Jennings, "är skådespelarna svettiga, smutsiga och hörbart flämtande". En del av denna dans förekommer i filmen Pina. Bauschs version hade också dansats av två balettkompanier, Parisoperans balett och English National Ballet. I Amerika använde Paul Taylor 1980 Stravinskijs fyrhändiga pianoversion av partituret som bakgrund för ett scenario baserat på barnamord och gangsterfilmer. I februari 1984 återupptog Martha Graham, som var 90 år gammal, sitt samarbete med Våroffer genom att koreografera en ny uppsättning på New York State Theatre. New York Times kritiker förklarade föreställningen som "en triumf ... helt elementärt, lika ursprungligt i uttryckandet av grundläggande känslor som vilken stamceremoni som helst, lika spöklikt iscensatt i sin avsiktliga dysterhet som den är rik på implikationer".
Den 30 september 1987 framförde Joffrey Ballet Våroffer i Los Angeles baserad på en rekonstruktion av Nijinskys koreografi från 1913, som dittills hade varit förlorad bortom hågkomst. Föreställningen var resultatet av många års forskning, främst av Millicent Hodson, som pusslat ihop koreografin från de ursprungliga promptböckerna, samtida skisser och fotografier och minnen av Marie Rambert och andra vittnen. Hodsons version har sedan dess framförts av Kirovbaletten på Mariinskijteatern 2003 och senare samma år på Covent Garden. Under säsongen 2012-13 gav Joffrey Ballet hundraårsjubileumsföreställningar på ett flertal platser, inklusive University of Texas den 5-6 mars 2013, University of Massachusetts den 14 mars 2013 och med Cleveland Orchestra den 17-18 augusti 2013.
Musikförlaget Boosey & Hawkes har uppskattat att baletten sedan premiären har varit föremål för minst 150 uppsättningar, varav många har blivit klassiker och har framförts över hela världen. Bland de mer radikala tolkningarna finns Glen Tetleys version från 1974, där den utvalde är en ung man. På senare tid har det funnits solodansversioner utarbetade av Molissa Fenley och Javier de Frutos och en punkrocktolkning av Michael Clark. Filmen Rhythm Is It! från 2004 dokumenterar ett projekt av dirigenten Simon Rattle tillsammans med Berlinfilharmonikerna och koreografen Royston Maldoom för att sätta upp en föreställning av baletten med en ensemble på 250 barn som rekryterats från Berlins offentliga skolor från 25 länder. I Rites (2008), av The Australian Ballet i samarbete med Bangarra Dance Theatre, skildras aboriginernas uppfattningar om elementen jord, luft, eld och vatten.

### Konsertframträdanden
Den 18 februari 1914 fick Våroffer sitt första konsertframträdande (musik utan balett) i Sankt Petersburg under ledning av Sergej Kusevitskij. Den 5 april samma år fick Stravinskij själv uppleva den populära framgången med baletten som konsertverk på Casino de Paris. Efter framförandet, återigen under ledning av Monteux, bars kompositören i triumf ut ur salen på sina beundrares axlar. Våroffer hade sitt första brittiska konsertframträdande den 7 juni 1921 i Queen's Hall i London under ledning av Eugene Goossens. Den amerikanska premiären ägde rum den 3 mars 1922, då Stokowski inkluderade den i ett program med Philadelphia Orchestra. Goossens var också ansvarig för att introducera Våroffer i Australien den 23 augusti 1946 i Sydney Town Hall, som gästdirigent för Sydney Symphony Orchestra.
Stravinskij dirigerade verket första gången 1926 vid en konsert som gavs av Concertgebouw Orchestra i Amsterdam. Två år senare tog han den till Salle Pleyel i Paris för två föreställningar. Om dessa tillfällen skrev han senare att "tack vare den erfarenhet jag hade fått med alla slags orkestrar ... Jag hade nått en punkt där jag kunde få exakt vad jag ville ha, precis som jag ville ha det." Kommentatorerna är i stort sett eniga om att verket har haft ett större genomslag i konserthuset än på scenen. Många av Stravinskijs omarbetningar av musiken gjordes med konserthuset snarare än teatern i åtanke. Verket har blivit en institution i repertoaren hos alla de ledande orkestrarna och har av Leonard Bernstein kallats "1900-talets viktigaste musikstycke".
År 1963, 50 år efter premiären, gick Monteux (då 88 år gammal) med på att genomföra en minnesföreställning i Londons Royal Albert Hall. Enligt Isaiah Berlin, en nära vän till kompositören, upplyste Stravinskij honom om att han inte hade för avsikt att höra sin musik "mördas av den där fruktansvärda slaktaren". I stället ordnade han biljetter till kvällens föreställning av Mozarts opera Figaros bröllop på Covent Garden. Efter påtryckningar från sina vänner övertalades Stravinskij att lämna operan efter första akten. Han anlände till Albert Hall precis när föreställningen av Våroffer var slut. Kompositören och dirigenten delade en varm omfamning inför den omedvetna, vilt jublande publiken. Monteuxs levnadstecknare John Canarina ger en annan vinkling vid detta tillfälle och noterar att Stravinskij i slutet av kvällen hade hävdat att "Monteux, nästan ensam bland dirigenterna, aldrig förringade Offret eller sökte sin egen ära i den, och han fortsatte att dirigera den hela sitt liv med största trofasthet"".

## Musiken

### Allmänna drag
Kommentatorer har ofta beskrivit musiken i målande ordalag: Paul Rosenfeld skrev 1920 om den "bultande med motorernas rytm, virvlar och spiraler som skruvar och svänghjul, malande och skrikande som bearbetad metall". I en nyare analys hänvisar The New York Times kritiker Donal Henahan till "fantastiska knastrande, morrande ackord från bleckblåset och dundrande dunsar från pukor". Tonsättaren Julius Harrison erkände verkets unika karaktär negativt: det visade Stravinskijs "avsky för allt som musiken har stått för under alla århundraden ... Alla mänskliga strävanden och framsteg sopas undan för att ge plats åt ohyggliga ljud".
I Eldfågeln hade Stravinskij börjat experimentera med bitonalitet (att använda två olika tonarter samtidigt). Han tog denna teknik vidare i Petrusjka, men reserverade dess fulla effekt för Våroffer där, som analytikern E.W. White förklarar, han "drev [den] till dess logiska slutsats". White observerar också musikens komplexa metriska karaktär, med kombinationer av tvåtakt och tretakt där en stark oregelbunden takt betonas av kraftfulla slagverk. Musikkritikern Alex Ross har beskrivit den oregelbundna process där Stravinskij anpassade och absorberade traditionellt ryskt folkmaterial i partituret. Han "fortsatte med att pulvrisera dem till motiviska bitar, stapla dem i lager och sätta ihop dem igen i kubistiska collage och montage".
Verkets speltid är cirka 35 minuter.

### Instrumentering
Partituret kräver en stor orkester bestående av följande instrument:
Träblåsinstrument
1 piccolaflöjt
3 flöjter (tredje dubblerar andra piccola)
1 altflöjt
4 oboer (fjärde dubblerar andra engelska horn)
1 engelskt horn
3 klarinetter i B♭ och A (tredje dubblerar andra basklarinett)
1 klarinett i E♭ och D
1 basklarinett
4 fagotter (fjärde dubblerar andra kontrafagott)
1 kontrafagott¨
Bleckblåsinstrument
8 valthorn (sjunde och åttonde dubblerar Wagnertuba)
1 piccolatrumpet i D
4 trumpeter i C (fjärde dubblerar bastrumpet i E♭)
3 tromboner
2 bastubor
Slaginstrument
5 timpani (kräver två spelare)
bastrumma
gong
triangel
tamburin
cymbaler
antika cymbaler i A♭ och B♭
Guiro
Stråkar
Violiner I, II
Altfioler
Violonceller
kontrabasar
Trots den stora orkestern är en stor del av partituret skrivet på kammarvis, med enskilda instrument och små grupper som har tydliga roller.

### Del 1: Jordens tillbedjan
Den inledande melodin spelas av en solofagott i ett mycket högt register, vilket gör instrumentet nästan oidentifierbart. Så småningom ljuder andra träblåsinstrument och får så småningom sällskap av stråkar. Ljudet byggs upp innan det plötsligt stannar, säger Hill, "precis när det extatiskt slår ut i blom". Sedan följer en upprepning av det inledande fagottsolot, som nu spelas en halvton lägre.
Den första dansen, "Augurs of Spring", karakteriseras av ett repetitivt stampande ackord i horn och stråkar, baserat på E♭ dominant 7 ovanpå en F-durtreklang♭, dvs F♭, A♭ och C♭[n 9].. White föreslår att denna bitonala kombination, som Stravinskij betraktade som den centrala punkten i hela verket, utformades på pianot, eftersom de ingående ackorden passar bekvämt för händerna på en klaviatur. Stampningens rytm störs av Stravinskijs ständiga växling av accenten, på och av takten, innan dansen slutar i ett sammanbrott, som av utmattning. Alex Ross har sammanfattat mönstret (kursivering = rytmiska accenter) på följande sätt:
ett två tre fyra fem sex sju åtta
ett två tre fyra  fem sex sju åtta
ett två tre fyra fem sex sju åtta
ett två tre fyra fem sex sju åtta
Roger Nichols säger: "Vid första anblicken verkar det inte finnas något mönster i fördelningen av accenter till stampackorden. Om vi tar den inledande åttondelen i takt 1 som en naturlig accent har vi för det första utbrottet följande grupper av åttondelar: 9, 2, 6, 3, 4, 5, 3. Dessa till synes slumpmässiga tal är dock meningsfulla när de delas upp i två grupper:
9 6 4 3
2 3 5
Det är tydligt att den översta raden minskar, den nedersta raden ökar, och genom att respektive minska och öka beloppen ... Huruvida Stravinskij utarbetade dem på detta sätt kommer vi förmodligen aldrig att få veta. Men det sätt på vilket två olika rytmiska "ordningar" stör varandra för att skapa ett uppenbart kaos är... en typiskt Stravinskysk notering."
"Ritual of Abduction" som följer beskrivs av Hill som "den mest skrämmande av musikaliska jakter". Den avslutas i en serie flöjtdrillar som inleder "Spring Rounds", där ett långsamt och mödosamt tema gradvis stiger till ett dissonant fortissimo, en "ohygglig karikatyr" av avsnittets huvudmelodi.
Bleckblås och slagverk dominerar när "Ritual of the Rival Tribes" börjar. En melodi träder fram på tenor- och bastubor och leder efter många upprepningar till den vises processions intåg. Musiken stannar sedan praktiskt taget upp, "blekt utan färg" (Hill), när den vise välsignar jorden. "Jordens dans" börjar sedan och avslutar del I i en serie fraser av yttersta kraft som abrupt avslutas i vad Hill beskriver som en "trubbig, brutal amputation".

### Del 2: Offret
Del II har en större sammanhållning än sin föregångare. Hill beskriver musiken som att den följer en båge som sträcker sig från början av introduktionen till slutet av den sista dansen. Träblås och dämpade trumpeter är framträdande genom hela introduktionen, som avslutas med ett antal stigande kadenser på stråkar och flöjter. Övergången till de "Mystiska Cirklarna" är nästan omärklig. Avsnittets huvudtema har förebådats i inledningen. Ett högljutt upprepat ackord, som Berger liknar vid en uppmaning till ordning, tillkännager ögonblicket för att välja offer. "Förhärligandet av den Utvalde" är kort och våldsamt. I "Frammanandet av förfäderna" som följer varvas korta fraser med trumvirvlar. "Förfädernas rituella handling" börjar stillsamt, men byggs långsamt upp till en serie klimax innan den plötsligt avtar i de tysta fraser som inledde episoden.
Den sista övergången introducerar "Offerdansen". Detta är skrivet som en mer disciplinerad ritual än den extravaganta dans som avslutade del I, även om den innehåller några vilda stunder, med den stora slagverkssektionen i orkestern som får full röst. Stravinskij hade svårigheter med detta avsnitt, särskilt med de sista takterna som avslutar verket. Det abrupta slutet gjorde flera kritiker missnöjda, varav en skrev att musiken "plötsligt faller omkull på sidan". Stravinskij själv kallade det sista ackordet nedsättande för "ett oväsen", men i sina olika försök att ändra eller skriva om avsnittet lyckades han inte få fram en mer acceptabel lösning.

## Påverkan och anpassningar
Musikhistorikern Donald Jay Grout har skrivit: "Våroffer är utan tvekan den mest kända kompositionen från början av 1900-talet ... Det hade effekten av en explosion som så splittrade elementen i det musikaliska språket att de aldrig mer kunde sättas samman som tidigare". Akademikern och kritikern Jan Smaczny kallar den i likhet med Bernstein för en av 1900-talets mest inflytelserika kompositioner, som ger "oändlig stimulans för artister och lyssnare". Taruskin skriver att "ett av kännetecknen för Våroffrets unika status är antalet böcker som har ägnats åt den – definitivt ett större antal än vad som har ägnats åt någon annan balett, möjligen åt någon annan enskild musikalisk komposition ..." Enligt Kelly kan premiären 1913 betraktas som "det viktigaste enskilda ögonblicket i 1900-talets musikhistoria", och dess återverkningar fortsätter att genljuda på 2000-talet. Ross har beskrivit Våroffer som ett profetiskt verk, som förebådar den "andra avantgardistiska" eran i klassisk komposition – musik av kroppen snarare än av sinnet, i vilken "[m]elodies skulle följa talets mönster; rytmer skulle matcha dansens energi ... klanger skulle ha livets hårdhet som det verkligen levs". Verket anses vara ett av de första exemplen på modernism inom musiken.
Bland 1900-talstonsättarna som är mest influerade av riten finns Stravinskijs nära samtida Edgard Varèse, som hade närvarat vid uruppförandet 1913. Varèse, enligt Ross, drogs särskilt till de "grymma harmonierna och stimulerande rytmerna" i verket, som han använde med full effekt i sitt konsertverk Amériques (1921), komponerat för en massiv orkester med tillagda ljudeffekter, inklusive ett lejons rytande och en klagande siren. Aaron Copland, för vilken Stravinskij var en särskild inspirationskälla under den förres studenttid, betraktade Våroffer som ett mästerverk som hade skapat "den förskjutna accentens och det polytonala ackordets årtionde". Copland anammade Stravinskijs teknik att komponera i små sektioner som han sedan blandade och arrangerade om, snarare än att arbeta sig igenom från början till slut. Ross citerar musiken i Coplands balett Billy the Kid som kommer direkt från "Spring Rounds"-sektionen av Våroffer. För Olivier Messiaen var Våroffer av särskild betydelse: Han analyserade och utvecklade ständigt arbetet, vilket gav honom en bestående modell för rytmisk drift och sammansättning av material. Stravinskij var skeptisk till en överintellektuell analys av verket. "Mannen har hittat skäl för varje ton och att klarinettlinjen på sidan 3 är hornets inverterade kontrapunkt på sidan 19. Jag tänkte aldrig på det", ska han ha svarat Michel Legrand när han fick frågan om Pierre Boulez syn på saken.
Efter uruppförandet menade författaren Léon Vallas att Stravinskij hade skrivit musik 30 år före sin tid, lämplig att höra 1940. Av en slump var det det året som Walt Disney släppte Fantasia, en animerad långfilm med musik från Våroffer och andra klassiska kompositioner, dirigerad av Stokowski. Offer-segmentet i filmen skildrade jordens förhistoria, med skapandet av liv, vilket ledde till dinosauriernas utrotning som final. En av dem som imponerades av filmen var Günther Schuller, senare tonsättare, dirigent och jazzforskare. Våroffersekvensen, säger han, överväldigade honom och avgjorde hans framtida karriär inom musiken: "Jag hoppas att [Stravinskij] uppskattade att hundratals, kanske tusentals, musiker vände sig till Våroffer ... genom Fantasia, musiker som annars kanske aldrig hade hört verket, i alla fall inte förrän många år senare". Senare i livet hävdade Stravinskij att han inte kände avsmak för filmatiseringen, men som Ross anmärker, sa han inget kritiskt vid den tiden; Enligt Ross observerade kompositören Paul Hindemith att "Igor verkar älska det".

## Inspelningar
Innan de första grammofonskivorna av Våroffer gavs ut 1929 hade Stravinskij hjälpt till att producera en pianolaversion av verket för Londonfilialen av Aeolian Company. Han skapade också ett mycket mer omfattande arrangemang för Pleyela, tillverkat av det franska pianoföretaget Pleyel, med vilket han undertecknade två kontrakt i april och maj 1921, enligt vilka många av hans tidiga verk reproducerades på detta medium. Pleyelas version av Våroffer gavs ut 1921. Den brittiske pianisten Rex Lawson spelade in verket i denna form för första gången 1990.
År 1929 tävlade Stravinskij och Monteux med varandra om att dirigera den första orkestergrammofoninspelningen av Våroffer. Medan Stravinskij ledde L'Orchestre des Concerts Straram i en inspelning för skivbolaget Columbia, spelade Monteux samtidigt in den för skivbolaget HMV. Stokowskis version följde 1930. Stravinskij gjorde ytterligare två skivinspelningar, 1940 och 1960. Enligt kritikern Edward Greenfield var Stravinskij tekniskt sett inte en stor dirigent, men, säger Greenfield, i 1960 års inspelning med Columbia Symphony Orchestra inspirerade kompositören ett framförande med "extraordinär drivkraft och motståndskraft". I samtal med Robert Craft gick Stravinskij igenom flera inspelningar av Våroffer som gjordes på 1960-talet. Han tyckte att Herbert von Karajans inspelning med Berlinfilharmonikerna från 1963 var bra, men "framförandet är ... för polerad, en husdjursvilde snarare än en riktig". Stravinskij ansåg att Pierre Boulez, med Orchestre National de France (1963), var "mindre bra än jag hade hoppats ... mycket dåliga tempi och några smaklösa ändringar". Han berömde en inspelning från 1962 av Moskvas statliga symfoniorkester för att ha fått musiken att låta rysk, "vilket är precis rätt", men Stravinskijs slutsats var att ingen av dessa tre föreställningar var värda att bevara.
Från och med 2013 fanns det långt över 100 olika inspelningar av Våroffer kommersiellt tillgängliga, och många fler finns i bibliotekets ljudarkiv. Den har blivit ett av de mest inspelade av alla 1900-talets musikaliska verk.